# 予備予選
予備予選（よびよせん）とは、サッカーの大会において予選より更に前のステージで、予選への出場権を賭けた戦いである。

## サッカーの国際大会における予備予選
サッカーにおいては、アジア、オセアニアでは強豪国と弱小国の差が大きく、大差試合が多い。このような大差試合は強豪国にとってチームの強化に繋がらないため、大きな悩みの種となっていた。

### オセアニア
オセアニアでは、オセアニアサッカー連盟（OFC）加盟国・地域が参加するOFCネイションズカップにおいて優勝経験があるのはオーストラリア代表とニュージーランド代表のみであり、またFIFAワールドカップ本大会に出場経験があるのもこの2ヶ国のみと、実力が他と比べ突出していた。
オセアニアにおける予備予選導入の大きな転機となったのは、2001年に行われた、2002 FIFAワールドカップ・オセアニア予選である。この予選では、オーストラリア代表が、トンガ代表に22-0で、アメリカ領サモア代表に31-0という大差で勝利した。このアメリカ領サモア戦はFIFAにおける国際試合の最多得点および最大得点差試合となった（試合詳細）が、この試合は予選形式についての大きな議論を巻き起こし、オーストラリア代表監督やこの試合で13得点を決めたアーチー・トンプソンも予備予選の導入について提言。その結果、2006 FIFAワールドカップ・オセアニア予選からの予備予選導入が決定した。

### アジア
アジアでは、AFCアジアカップ中国大会（2004年）の予選から採用された。まず参加41チームのうちFIFAランキング下位20か国を2～3か国ずつ7組に分けて集中開催方式（2か国のグループだけホーム・アンド・アウェー方式）のリーグ戦を行い、1位7チームが予選進出。その7チームと予備予選免除の21か国（FIFAランキング上位21か国）の28か国で予選を行った。
FIFAワールドカップ・ドイツ大会予選では参加39か国のうちFIFAランキング下位14チームが2チームずつホーム・アンド・アウェーで対戦し、勝者7か国と予備予選免除25か国の32か国で予選を行った。